# Giuseppe Zara
Giuseppe Zara (Fermo, 1856 – San Remo, febbraio 1915) è stato un inventore italiano, progettista di locomotive, carri e carrozze dapprima della Società italiana per le strade ferrate meridionali e poi delle Ferrovie dello Stato.

## Biografia
Conseguito il diploma nell'Istituto tecnico industriale di Fermo, nel 1875 fu assunto dalle Strade Ferrate Meridionali quale operaio aggiustatore e assegnato alle Officine Grande Riparazione di Rimini.
Nel 1879 fu trasferito, con la qualifica di disegnatore, all'Ufficio centrale del Servizio Materiale e Trazione delle Meridionali a Firenze.
Alternando gli studi teorici alla pratica del lavoro d'ufficio dimostrò una capacità progettuale tale da avere affidato lo studio di tutto il nuovo materiale rotabile e delle sue parti. Tra esse vanno ricordate il carrello RA 1904 (denominato anche carrello italiano e carrello Zara), il regolatore a valvola equilibrata, il bilanciere orizzontale con traslazione del perno centrale, modifica dell'analogo tipo Krauss-Helmotz, che fu adottato anche dalla PLM e dalla Paris-Orléans, le boccole a guida articolata e altri apparecchi.
Costituitesi le FS nel 1905 e dovendosi impostare rapidamente i progetti delle locomotive e dei veicoli con cui svecchiare il parco ricevuto dalle ex-reti il Direttore del Servizio Materiale e Trazione ingegner Guglielmo Cappa, vincendo perplessità interne ed esterne all'azienda, decise di confermare allo Zara l'incarico di responsabile dell'Ufficio Studi Locomotive.
In tal veste, coadiuvato dai collaboratori che egli stesso aveva scelto e formato, tra il 1905 e il 1907 poté eseguire i progetti completi di 12 nuovi gruppi di locomotive e di 20 nuovi tipi di veicoli.
Ultimo dei tecnologi intuitivi e sorretto da uno spirito d'osservazione che gli permetteva di sentire i problemi progettuali, pur non essendo laureato lo Zara ricevette in mortem aperti apprezzamenti dal Collegio Ingegneri Ferroviari Italiani che ospitò il suo necrologio sul proprio organo ufficiale, definendolo anche "uno dei personaggi più simpatici delle ferrovie italiane"

### Riferimenti
1. ↑  Rivista tecnica delle ferrovie italiane vol. 7 n. 4, p. 161.